# Rhynchospora calderana
Rhynchospora calderana là loài thực vật có hoa trong họ Cói. Loài này được D.A.Simpson miêu tả khoa học đầu tiên năm 1987.